# Kloster Birkenfeld

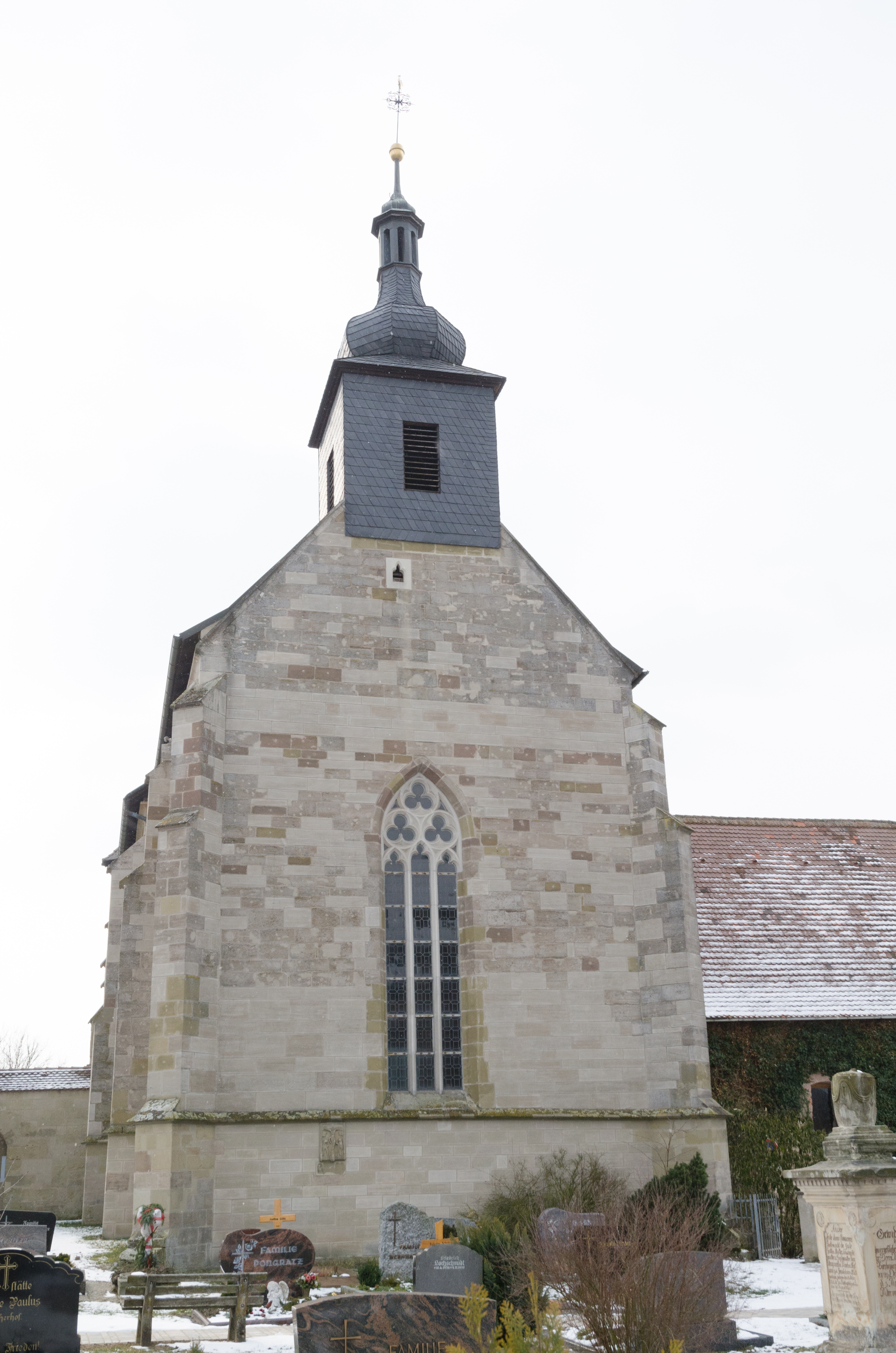
Ehemalige Klosterkirche

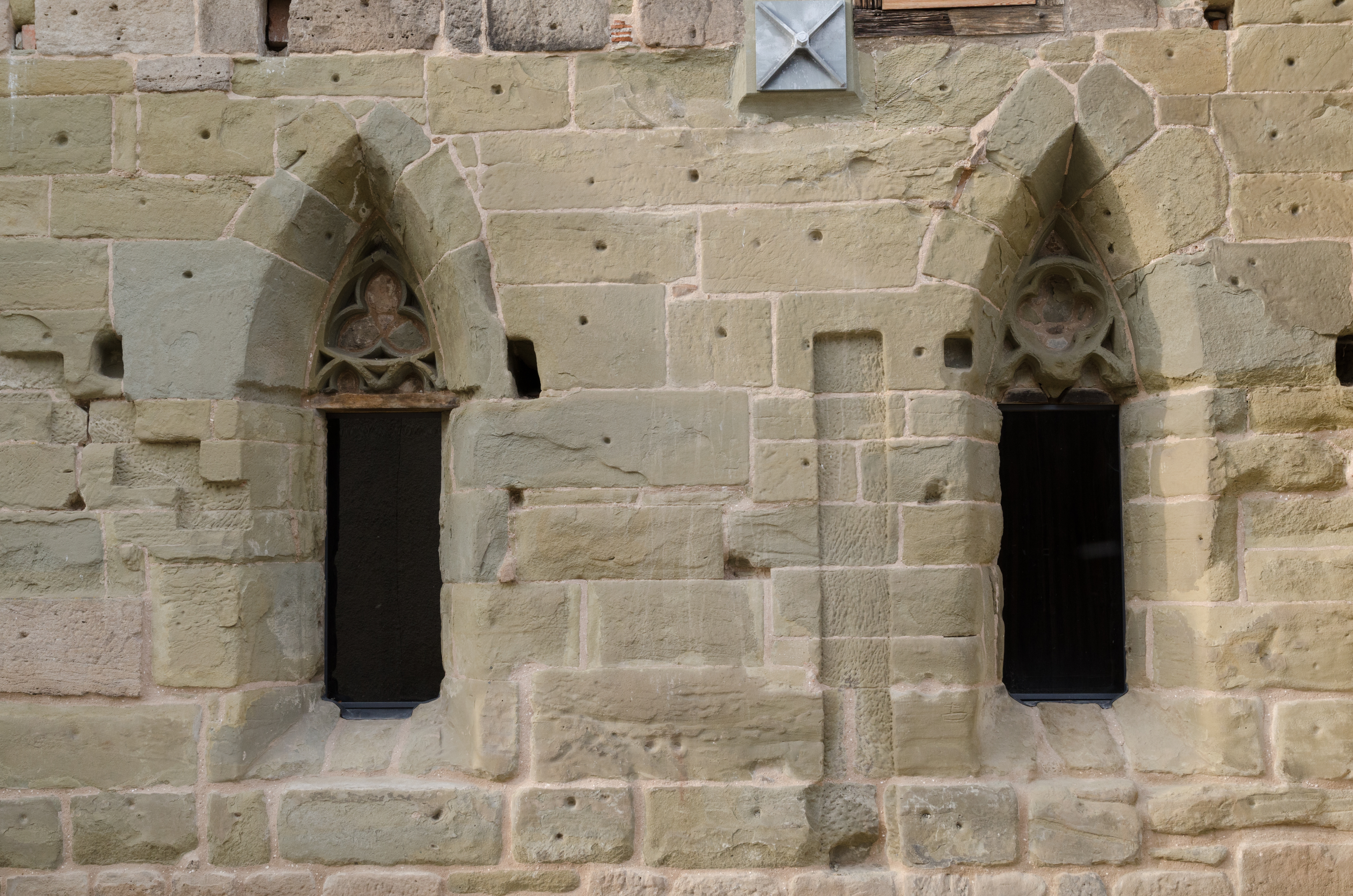
Kreuzgang

Das Kloster Birkenfeld war ein bis 1545 bestehendes Kloster der Zisterzienserinnen in Birkenfeld (Neustadt an der Aisch) im Bistum Würzburg in Bayern.

## Geschichte
Das der Heiligen Jungfrau Maria geweihte Kloster wurde durch Friedrich III. von Zollern, Burggraf von Nürnberg, und seiner zweiten Ehefrau Helena, Herzogin von Sachsen, 1275 auf einem von Andreas von Hohenlohe 1245 geschenkten Grundstück gegründet. Pfründnerinnen der Klosterstiftung waren vor allem Töchter der umwohnenden Adelsgeschlechter (etwa aus dem Haus der Hohenzollern, der Truchseß von Pommersfelden, der Leonrod oder der Nürnberger Haller von Hallerstein). Das mit dem Kloster enge Beziehungen pflegende Adelsgeschlecht Seckendorff zu Rennhofen richtete dort sein Erbbegräbnis ein (kurz darauf auch das ebenso wohltätig für das Kloster tätige Geschlecht Rechberg). Das in seiner Verwaltung unabhängige Kloster war gegenüber dem Bischof von Würzburg exemt und unterstand der Ordensvisitation durch den Abt von Ebrach. Im Jahr 1359 stiftete die Burggräfin Elisabeth, geborene von Henneberg († 1377; Tochter von Berthold VII. und Witwe von Johann II. († 1357)), das Erhardsstipendium für das mit einem St.-Erhards-Altar ausgestattete Kloster und legte fest, dass dessen Kaplan und bepfründete Geistliche ihre Wohnung in Neustadt hatten. Zwei der in Entscheidungsbefugnissen durch den die Landeshoheit innehabenden Burggrafen eingesetzten Vogt nicht völlig unabhängigen Äbtissinnen waren Elisabeths Töchter Anna von Nürnberg († 1383) und (nachfolgend) deren Schwester Adelheid († nach 1370). Wie Elisabeth hatte auch die in der Gruftkirche des Klosters begrabene Burggräfin Margaretha (oder Margareta), geborene Gräfin von Kärnten (Ehefrau von Friedrich IV. von Nürnberg; † 1348) wohltätig für das Kloster gewirkt. Ab 1360 griffen die Ordensaufsicht und der Nürnberger Burggraf Friedrich V. deutlicher in die Verwaltung des Klosters ein. Der Städtekrieg verursachte 1388/1389 Brandschäden und Raub am Kloster.
Die Predigten im Kloster wurden vom Unternesselbacher Pfarrer gehalten. Dieses Amt übernahm 1520 als Kaplan Caspar Löner, ein Anhänger Martin Luthers und der Reformation. Löner wurde jedoch 1524 vom Würzburger Dompropst nach Hof versetzt. Wie andernorts auch kam es beim Bauernkrieg von 1525 mit dem Einfall von den in Neustadt versammelten Bauern am 13. Mai zu Räubereien und Beschädigungen am Kloster, unter anderem durch Brandfackelung. Die letzte offizielle Äbtissin des Klosters, Kunigunda oder Kunigunde II. von Gottsfeld starb dort 1534 oder 1536. Im Jahr 1529 wurde in dem zum Teil noch von Zisterzienserinnen bewohnten, im Rahmen der 1536 durchgeführten kirchlichen Reformation aber aufgehobenen Kloster ein markgräfliches Gestüt (bzw. ein Fohlenhof) eingerichtet, welches nach Zerstörungen zwischen 1553 und 1558 von dem Markgrafen Christian wieder erneuert wurde und dort bis etwa 1632, als Stuten und Herrschaftspferde im Dreißigjährigen Krieg geraubt wurden, bestand. Der ab 1540 als Klosterverwalter in Birkenfeld tätige und dort Kriegsspuren beseitigende Johann Weickersreuther wurde 1564 in Neustadt Nachfolger des Kastners Johann Keppner. 1544 wurde das Kloster von Markgraf Albrecht Alcibiades in Besitz genommen und 1545 in das sogenannte markgräfliche Klosteramt umgewandelt, das den Besitz des Klosters verwalten sollte (1796 wurde dieses Amt in das Kastenamt Neustadt an der Aisch eingegliedert). Die letzte Verwalterin des Klosters, Helene von Hirsheid, wurde 1545 (gemeinsam mit einer Chorfrau namens Barbara von Hohenlohe) erwähnt. 1550 verzichtete die letzte noch lebende Nonne Barbara von Leonrod auf alle Ansprüche an das Kloster.  Das im Zweiten Markgrafenkrieg niedergebrannte Klostergebäude (am 14. Juni 1553 hatten die bundesständischen Truppen ihm den Roten Hahn aufgesetzt) wurde 1599 wieder aufgebaut. Der Dreißigjährige Krieg brachte 1631 (ab 10. November) und 1632 dem vor allem durch sein markgräfliches Gestüt mit Fohlenhof wichtigen Kloster wiederum Plünderung, Pferdediebstähle und Verwüstung und (bei Abwesenheit des Klosterverwalters Marr, einem früheren schwedischen Offizier) am 21. November 1645 durch die Kaiserlichen die Zerstörung aller Wohnungen, Gebäudeniederbrennungen und Wegtreibung von 70 Pferden (meist Mutterstuten) mit sich. Im Jahr 1698 errichtete der birkenfeldische Klosterverwalter Joh. Freuding die Pulvermühle bei Neustadt an der Aisch.
Die Klostergebäude wurden 1724 größtenteils umgebaut. Nur der Ostflügel, das ehemalige Dormitorium (Schlafraum) mit spitzbogigen Fenstern, hat sich mit altem Baubestand erhalten. Das Kloster mit seinen Wirtschaftsgebäuden, der Mühle und den Gärten war einst von einer Mauer umgeben. Sie wurde 1862 abgerissen, das Material diente zum Bau der Bahnstrecke Fürth–Würzburg.
Im 19. Jahrhundert dienten die Klostergebäude als Steinbruch. Neben dem Birkenfelder Klosterfriedhof hatte der Neustädter Tierarzt Hollenbach 1865 einen Seuchenstall zur Absonderung von Großvieh mit ansteckenden Krankheiten errichtet. Das Kloster ist mit allen vier Flügeln erhalten und wird für private Wohn- und Gewerbezwecke genutzt.
Die Kirche St. Maria und das Klostergebäude sind in der Bayerischen Denkmalliste eingetragen. Nach über 20 Jahren Sanierungs- und Steinsicherungsarbeiten waren 2012 der Südflügel und die Unterkirche des Klosters gesichert.